# National Book Award
Il National Book Award è un premio letterario statunitense, istituito nel 1950, che ha l'obiettivo di celebrare e promuovere la letteratura americana di qualità («to celebrate the best of American literature, to expand its audience, and to enhance the cultural value of good writing in America»).
Attualmente una giuria di cinque membri assegna i premi in quattro categorie: narrativa (fiction), saggistica (nonfiction), poesia (poetry) e letteratura per ragazzi (young people's literature).
Oltre a questi premi, il Board of Directors della National Book Foundation attribuisce due premi alla carriera:
- dal 1988 la Medal for Distinguished Contribution to American Letters ad un autore che abbia arricchito il patrimonio letterario con la propria vita ed opera («a person who has enriched our literary heritage over a life of service, or a corpus of work»);[3]
- dal 2005 il Literarian Award for Outstanding Service to the American Literary Community ad un autore il cui eccezionale contributo alla comunità letteraria americana rappresenta gli obiettivi della National Book Foundation di ampliare il pubblico e incrementare il valore culturale della letteratura negli Stati Uniti («an individual for outstanding service to the American literary community, whose life and work exemplify the goals of the National Book Foundation to expand the audience for literature and to enhance the cultural value of literature in America»).[4]

## Storia
La prima edizione dei National Book Awards è stata celebrata il 16 marzo 1950 al Waldorf-Astoria Hotel di New York, con la sponsorizzazione dell'American Book Publisher's Council, del Book Manufacturers' Institute e dell'American Booksellers' Association.
Il premio ha acquisito rapidamente una solida reputazione nel riconoscere l'eccellenza letteraria, con vincitori quali William Faulkner e Saul Bellow. Dalla metà degli anni sessanta sono state aggiunte via via nuove categorie: Science, Philosophy and Religion, History and Biography, Arts and Letters, Translation, Contemporary Thought, Autobiography, First Novel, Original Paperback, and Children's Book.
Nel 1980, con l'obiettivo di ampliare ulteriormente il pubblico, i National Book Awards sono stati sostituiti dai The American Book Awards (TABA), 28 premi assegnati in 16 diverse categorie. Ma il cambiamento è stato di breve durata, dal 1984 le categorie sono state ridotte, dal 1987 sono stati ripristinati i National Book Awards, ponendo l'enfasi sulla loro natura di premi assegnati dagli scrittori agli scrittori, e nel 1988 è stata istituita la National Book Foundation per organizzarli, ampliarne la visibilità ed estenderne l'influenza nell'ambito dell'educazione e della didattica.

## Albo dei vincitori

### Letteratura tradotta
- 2018: The Emissary di Yōko Tawada tradotto dal giapponese da Margaret Mitsutani
- 2019: Baron Wenckheim's Homecoming di László Krasznahorkai tradotto dall'ungherese da Ottilie Mulzet
- 2020: Tokyo Ueno Station di Miri Yū tradotto dal giapponese da Morgan Giles
- 2021: Winter in Sokcho di Elisa Shua Dusapin tradotto dal francese da Aneesa Abbas Higgins[5]
- 2022: Seven Empty Houses di Samanta Schweblin tradotto dallo spagnolo da Megan McDowell[6]
- 2023: The Words That Remain di Stênio Gardel tradotto dallo spagnolo da Bruna Dantas Lobato[7]
- 2024: Taiwan Travelogue di Yang Shuang-zi tradotto dal cinese da Lin King[8]

### Medal for Distinguished Contribution to American Letters
- 1988: Jason Epstein
- 1989: Daniel J. Boorstin
- 1990: Saul Bellow
- 1991: Eudora Welty
- 1992: James Laughlin
- 1993: Clifton Fadiman
- 1994: Gwendolyn Brooks
- 1995: David McCullough
- 1996: Toni Morrison
- 1997: Studs Terkel
- 1998: John Updike

- 1999: Oprah Winfrey
- 2000: Ray Bradbury
- 2001: Arthur Miller
- 2002: Philip Roth
- 2003: Stephen King
- 2004: Judy Blume
- 2005: Norman Mailer
- 2006: Adrienne Rich
- 2007: Joan Didion
- 2008: Maxine Hong Kingston
- 2009: Gore Vidal

- 2010: Tom Wolfe
- 2011: John Ashbery
- 2012: Elmore Leonard
- 2013: E. L. Doctorow
- 2014: Ursula K. Le Guin
- 2015: Don DeLillo
- 2016: Robert Caro
- 2017: Annie Proulx
- 2018: Isabel Allende
- 2019: Edmund White
- 2020: Walter Mosley

- 2021: Karen Tei Yamashita[9]
- 2022: Art Spiegelman[10]
- 2023: Rita Dove[11]
- 2024: Barbara Kingsolver[12]

### Literarian Award for Outstanding Service to the American Literary Community
- 2005: Lawrence Ferlinghetti
- 2006: Robert B. Silvers e Barbara Epstein
- 2007: Terry Gross
- 2008: Barney Rosset
- 2009: Dave Eggers
- 2010: Joan Ganz Cooney
- 2011: Mitchell Kaplan
- 2012: Arthur O. Sulzberger Jr.
- 2013: Maya Angelou
- 2014: Kyle Zimmer

- 2015: James Patterson
- 2016: Cave Canem Foundation
- 2017: Richard Robinson
- 2018: Doron Weber
- 2019: Oren J. Teicher
- 2020: Carolyn Reidy
- 2021: Nancy Pearl[13]
- 2022: Tracie D. Hall[14]
- 2023: Paul Yamazaki[15][16]
- 2024: W. Paul Coates[17]